# Musikalisches Opfer

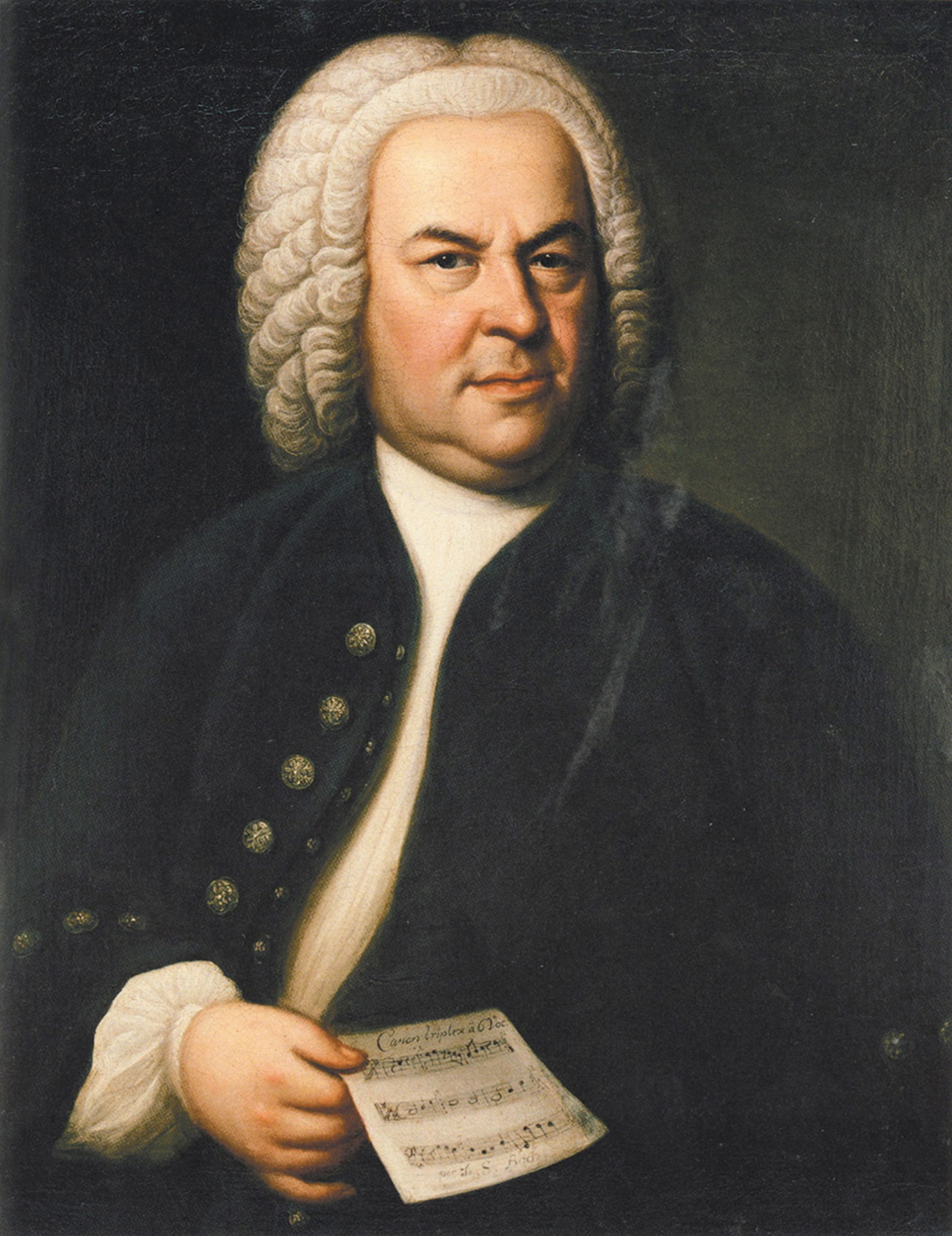
Johann Sebastian Bach

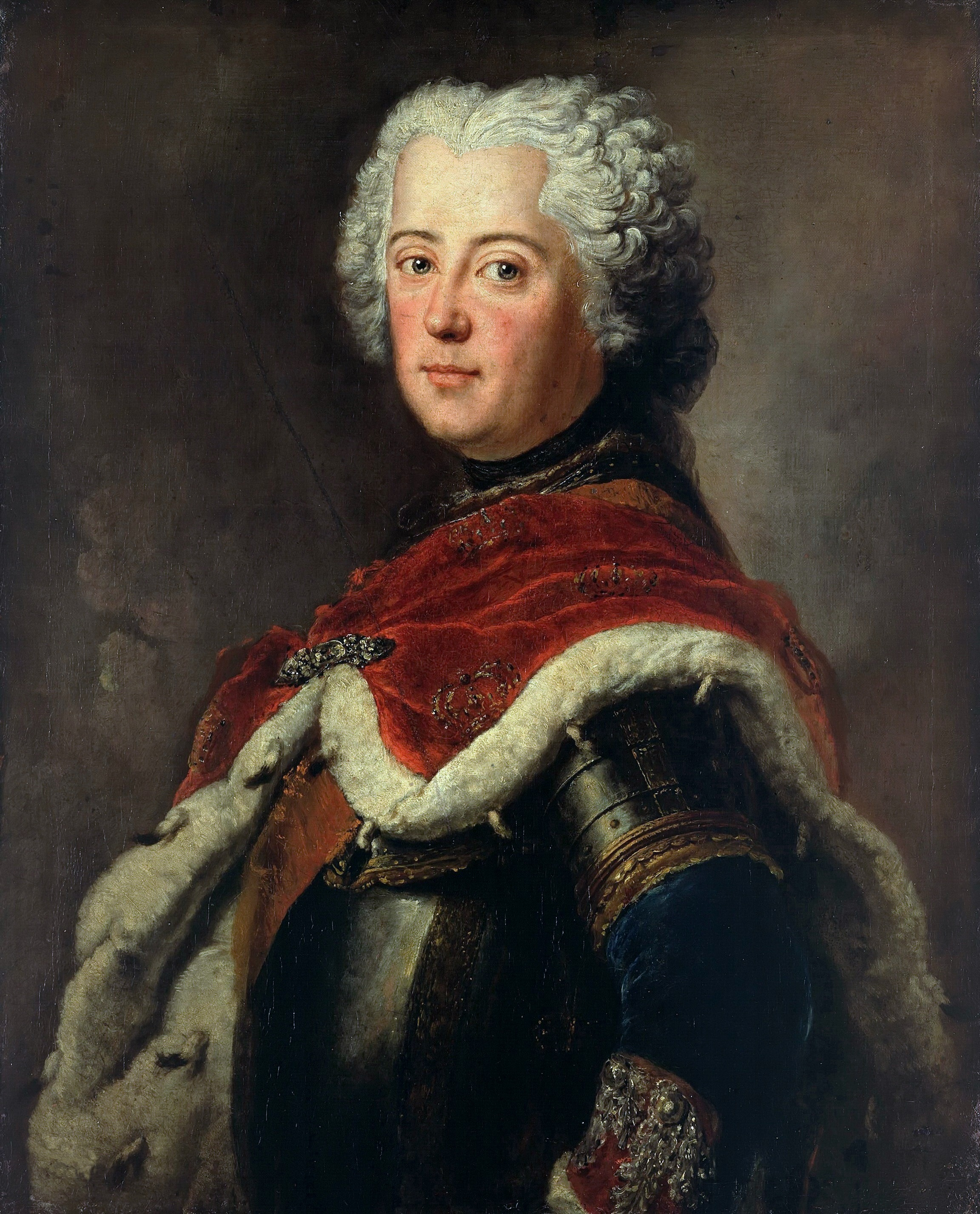
Frederik de Grote

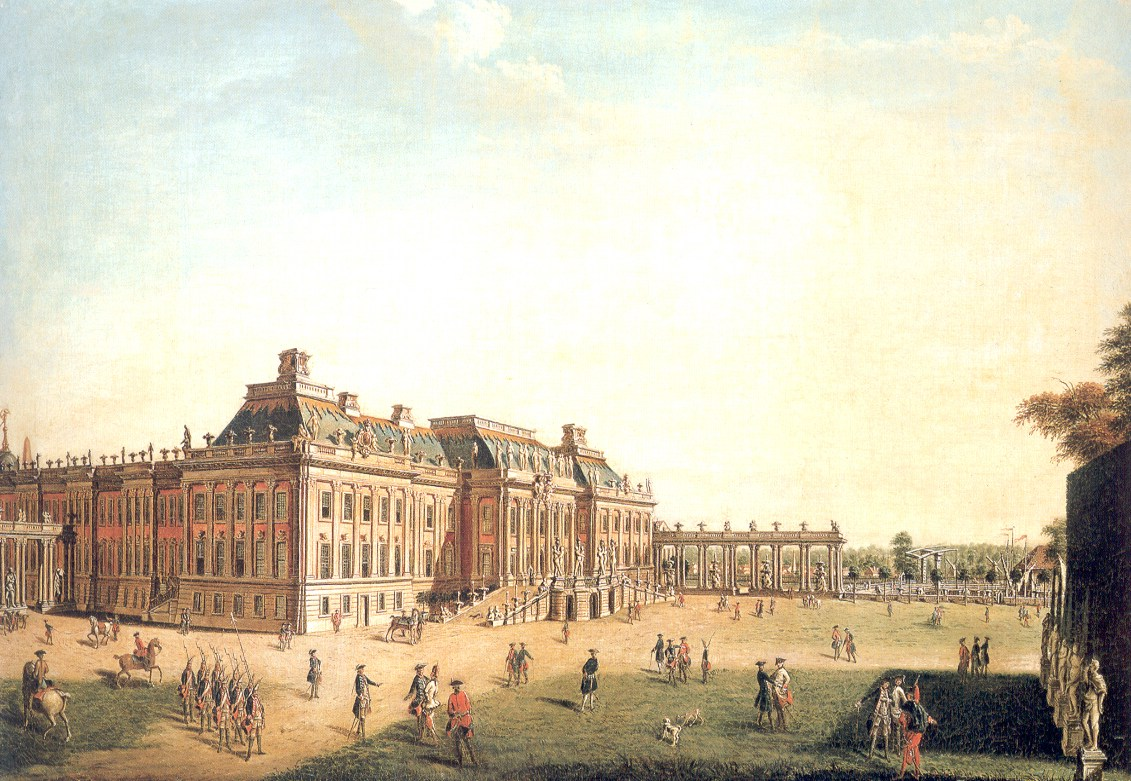
Stadtschloss Potsdam

Het Musikalisches Opfer (oorspronkelijk door Bach zelf met een c geschreven: Musicalisches Opfer) is een verzameling door hetzelfde thema verbonden composities (BWV 1079) van Johann Sebastian Bach, bestaande uit twee ricercari, een triosonate en tien canons. Het werk is in 1747 in druk verschenen en opgedragen aan Frederik de Grote, koning van Pruisen.

## Bach in Berlijn

### De concerten in Potsdam
De ruim twintig musici aan het hof van Frederik de Grote behoorden tot de beste die er te vinden waren. Tot de groep behoorden de gebroeders Carl Heinrich en Johann Gottlieb Graun, de gebroeders Franz en Johann Georg Benda en Johann Joachim Quantz, die allen bekenden van Bach waren. Bachs eigen zoon Philipp Emanuel was Frederik de Grotes hofklavecinist. Aan het hof van Frederik de Grote werd dagelijks tussen 7 en 9 uur 's avonds gemusiceerd. Tijdens deze concerten werden werken van de hierboven genoemde musici of van Frederik de Grote zelf ten gehore gebracht. De concerten vonden plaats in het Stadtschloss Potsdam.

### Bachs bezoek aan Berlijn
In mei 1747 bracht Bach een bezoek aan Berlijn - hij was er al eerder in 1741 geweest. Door bemiddeling van Graaf Hermann Carl von Keyserlingk, Bachs muzikale vriend en beschermheer, was zorgvuldig een bezoek aan het hof van Frederik de Grote voorbereid. Het bezoek vond plaats na een politiek gevoelig periode: Leipzig was zes maanden ervoor nog gedurende de Tweede Silezische Oorlog onder de leiding van Leopold von Anhalt-Dessau door Pruisische troepen bezet geweest.
Bach werd tijdens zijn reis vergezeld door zijn oudste zoon, Wilhelm Friedemann. Wilhelm Friedemann en Johann Nikolaus Forkel, Bachs biograaf, zijn ook de voornaamste bronnen over het verloop van het bezoek, samen met de verslagen uit de toenmalige kranten.
Forkel geeft in zijn Bachbiografie een beschrijving van de afwijkende avond van 7 mei 1747. Terwijl Frederik de Grote zich klaarmaakte voor het gebruikelijke avondconcert van 7 uur, nam hij de hem overhandigde lijst met pas aangekomen vreemdelingen door en riep zijn gezelschap toe: "Mijne heren, de oude Bach is er!" Bach werd onmiddellijk op zijn logeeradres uitgenodigd om aanwezig te zijn voor een concert. In het paleis speelde hij op het instrument dat zover ontwikkeld was dat het langzaam de rol van het klavecimbel zou gaan verdringen: de fortepiano. Bach speelde op de verschillende fortepiano's van Silbermann die in de diverse vertrekken stonden. Als agent van diverse instrumentenbouwers was hij al bekend met het instrument.
Tijdens zijn improvisaties vroeg Bach aan de koning hem een thema op te geven voor een fuga die hij onmiddellijk en zonder voorbereiding zou uitwerken. Volgens bronnen uit de tijd had de koning een hekel aan uitgeschreven fuga's en andere gecompliceerde composities. Maar de koning was geïmponeerd door Bachs uitwerking ter plaatse van het koninklijk thema. Bach verklaarde echter zelf ontevreden te zijn over zijn prestaties en kondigde aan het thema volledig als fuga uit te werken en te laten drukken.
De volgende dag speelde Bach op verzoek van de koning, en in diens aanwezigheid, in de Heilig-Geist-Kirche.
Op 18 mei keerde Bach terug naar Leipzig.

## De uitgave van het Musikalisches Opfer
Bach werkte het koninklijk thema thuis in Leipzig uit. Op 7 juli 1747 rondde hij het werk af en droeg het op aan koning Frederik de Grote met als titel Musikalisches Opfer. Eind september 1747 verscheen het Musikalisches Opfer in druk, op kosten van Bach zelf. Het werk is een soort 'Kunst der Fuge': 2 ricercari voor klavier solo (ricercare is een oude naam voor fuga), een triosonate voor fluit, viool en basso continuo (waarbij de twee snelle delen als fuga zijn geschreven) en tien canons.
Het was gebruikelijk in de 18e eeuw dat degeen aan wie het werk werd opgedragen de kosten droeg van de uitgave; gebruikelijk was het ook dat zo'n verzameling een zestal of meer gelijksoortige werken bevatte, vanzelfsprekend in de smaak van de ontvanger.
Het Musikalisches Opfer zal Frederik de Grote niet echt hebben geïnteresseerd. De gecompliceerde muziek met fuga's met voortdurend belangrijke thematische lijnen zal niet overeengekomen zijn met Frederik de Grotes smaak voor eenvoudiger, galantere muziek met aangename melodieën met onopvallende begeleiding. Noch de structuur, noch de muzikale inhoud laten een affiniteit zien met dat wat voor Frederik de Grote stilistisch ideaal zal zijn geweest, zoals valt af te leiden uit de muziek die aan het hof werd uitgevoerd en die hij zelf schreef. Het zou Frederik zelfs hebben kunnen beledigen, want Bach geeft op ironische wijze muzikaal commentaar op de galante stijl van de Empfindsamkeit en 'verbarokt' typische kenmerken van die stijl (bijvoorbeeld de appoggiatura, het bijna zuchtende muzikale gebaar uit galante werken, gebruikt Bach in het derde deel van de sonate los van de normale muzikale context en herhaalt het uitvoerig op verschillende toonhoogtes). En hoewel Frederik de Grote een begenadigd fluitist moet zijn geweest, is de fluitpartij in de compositie allesbehalve eenvoudig. Volgens Marissen zal Frederik de Grote de hele collectie hebben opgevat als meer dan alleen een affront naar zijn smaak: met de al bijna archaïsche uitdrukkingsmiddelen en de religieuze symboliek belichaamt het Musikalisches Opfer een doordringende Weltanschauung die niet in lijn is met de verlichte moderne filosofie van de koning. Zulke muziek 'ruikt naar de kerk' zoals Frederik de Grote het noemde; de titel van Bachs werk versterkt dat nog. Bach geeft ook mogelijk muzikaal commentaar op de positie van de almachtige wereldlijke positie van de koning (zie 'Canon a 2 per Augmentationem, contrario Motu' onder De onderdelen van het Musikalisches Opfer)
Het is ook opmerkelijk dat de gedrukte versie een Duitstalige opdracht meekreeg; hoffelijkheid zou om een Franstalige versie hebben gevraagd (Frederik de Grote sprak bovendien voornamelijk Frans). Weliswaar was het werk tevens bestemd voor een breder publiek, maar ook bijvoorbeeld Quantz' Versuch einer Anweisung die Flöte traversiere zu spielen (uitgegeven in Berlijn in 1725), dat voor een ruimer publiek bestemd was, verscheen in een Duits- én Franstalige versie.
| Originele tekst van Bachs opdracht Allergnädigster König, Ew. Majestät weyhe hiermit in tiefster Unterthänigkeit ein Musikalisches Opfer, dessen edelster Theil von Deroselben hoher Hand selbst herrühret. Mit einem ehrfurchtsvollen Vergnügen erinnere ich mich annoch der ganz besondern Königlichen Gnade, da vor einiger Zeit, bey meiner Anwesenheit in Potsdam, Ew. Majestät selbst, ein Thema zu einer Fuge auf dem Clavier mir vorzuspielen geruheten, und zugleich allergnädigst auferlegten, solches alsobald in Deroselben höchsten Gegenwart auszuführen. Ew. Majestät Befehl zu gehorsamen, war meine unterthänigste Schuldigkeit. Ich bemerkte aber gar bald, dass wegen Mangels nöthiger Vorbereitung, die Ausführing nicht also gerathen wollte, als es eins so treffliches Thema erforderte. Ich fassete demnach den Entschluss, und machte mich sogleich anheischig, dieses recht Königliche Thema vollkommener auszuarbeiten, und sodann der Welt bekannt zu machen. Dieser Vorsatz ist nunmehro nach Vermögen bewerkstelliget worden, und er hat kein andere als nur diese untadelhafte Absicht, den Ruhm eines Monarches, ob gleich nur in einem kleinen Puncte, zu verherrlichen, dessen Grösse und Sterke, gleich wie in allen Kriegs- und Friedens-Wissenschaften, also auch besonders in der Musik, jedermann bewundern und verehren muss. Ich erkühne mich dieses unterthänigste Bitten hinzuzufügen: Ew. Majestät geruhen gegenwärtige wenige Arbeit mit einer gnedigen Aufnahme zu würdigen, und Deroselben allerhöchste Königliche Gnade noch fernerweit zu gönnen Ew. Majestät allerunterthänigst gehorsamsten Knechte dem Verfasser Leipzig, den 7. Julii 1747 | Allergenadigste Koning, Aan uwe majesteit draag ik hierbij in allerdiepste onderdanigheid een muzikale offerande op, waarvan het eerste deel van uw hoogverheven hand zelf afkomstig is. Met een eerbiedig genoegen herinner ik mij nog de heel bijzondere koninklijke gunst, enige tijd geleden, tijdens mijn aanwezigheid in Potsdam, toen Uwe majesteit zelf, mij een thema voor een fuga op het klavier voorspeelde, en mij tegelijk allergenadigst opdracht gaf die in Uwe aanwezigheid onmiddellijk uit te voeren. Om aan Uwe majesteits bevel gehoor te geven was mijn alleronderdanigste verplichting. Ik bemerkte echter al snel dat, door gebrek aan de noodzakelijke voorbereiding, de uitvoering ervan niet zo uitviel als een zo voortreffelijk thema vereiste. Ik kwam daarom tot het besluit, en verklaarde me ook direct bereid, om dit koninklijk thema volledig uit te werken, en het vervolgens wereldkundig te maken. Dit voornemen is nu naar vermogen uitgevoerd, en het heeft slechts het niet verwerpelijke doel om de roem van een vorst, hoewel slechts op een klein punt, te verheerlijken, wiens grootheid en kracht, net als in alle krijgs- en vredeswetenschappen, ook in het bijzonder in de muziek door een ieder bewonderd en vereerd moet worden. Ik neem de vrijheid hier om dit onderdanigste verzoek toe te voegen: dat Uwe Majesteit het behaagt om dit huidige kleine werk welwillend te aanvaarden en dat het Uw allerhoogste koninklijke nog lang genade zal gunnen Uwe Majesteits alleronderdanigste gehoorzaamste knecht, de auteur Leipzig, 7 juli 1747 |

## De compositie

### Het thema
Het thema (Thema regium – letterlijk het koninklijke thema, m.a.w. het door Frederik de Grote opgegeven thema)
Het thema van het Musikalisches Opfer is opgebouwd uit de tonica (op c, dus c-es-g) plus de sext (hier dus de as) en de verminderde septiem (toonafstand is 7, dat wil zeggen 9 halve stappen, hier de b). Vervolgens volgt een chromatische kadens (van g naar g)

### De delen
Het werk bevat de volgende delen:
| onderdeel en vorm | paginering | subcategorisering BWV 1079 | onderdeel                                    | vorm kopie                                                               |
| ----------------- | ---------- | -------------------------- | -------------------------------------------- | ------------------------------------------------------------------------ |
| A (langwerpig)    | geen       | -                          | titelbladzijde, opdracht                     | kwaliteitspapier, gebonden met onderdeel B                               |
| B (langwerpig)    | 1-4        | 1                          | Ricercar a 3                                 | kwaliteitspapier, gebonden met onderdeel A                               |
|                   |            | 2                          | Canon perpetuus                              |                                                                          |
| D (staand)        | geen       | 3                          | Canones diversi                              | ongebonden                                                               |
|                   |            |                            | (a) a 2 (cancrizans)                         |                                                                          |
|                   |            |                            | (b) a 2 Violin: in unisono                   |                                                                          |
|                   |            |                            | (c) a 2 Per motum contrarium                 |                                                                          |
|                   |            |                            | (d) a 2 Per augmentationem, contrario motu   | handgeschreven toevoeging Notulis crescentibus crescat Fortuna Regis     |
|                   |            |                            | (e) a 2 Per tonos                            | handgeschreven toevoeging Ascendenteque Modulatione ascendat Glori Regis |
|                   |            | 4                          | Fuga Canonica in Epidiapente                 |                                                                          |
| E (langwerpig)    | 1-7        | 5                          | Ricercar a 6                                 | gewoon papier, ongebonden                                                |
|                   |            | 6                          | Canon a 2 Quarendo inventietis (puzzelcanon) |                                                                          |
|                   |            | 7                          | Canon a 4 (puzzelcanon)                      |                                                                          |
| C (staand)        | 1-4        | 8                          | Trio sonate                                  | gewoon papier, ongebonden                                                |
|                   |            | 9                          | Canon perpetuus                              |                                                                          |

Over de volgorde van de onderdelen van het Musikalisches Opfer is veel gespeculeerd. Alleen van de Ricercar a 6 bestaat een handschrift van Bach, en de oorspronkelijke druk door Schübler te Zella gegraveerd, maar door Breitkopf te Leipzig gedrukt, is onsamenhangend in zowel formaat als paginering. De zesstemmige fuga is als partituur afgedrukt, de sonate en een van de canons is gedrukt met afzonderlijke stemmen, en de andere canons in een verkorte vorm. Er zijn vijf aparte delen van drukkers te onderscheiden, bestaand uit enkelbladige en dubbelbladige katernen, sommige langwerpig (verticaal) en staand (horizontaal); ze werden niet genaaid en ongebonden verkocht.
Het deel dat Bach aan Frederik de Grote aanbood wijkt op details af en bevat twee handgeschreven toevoegingen in de marges naast twee van de canons (Notulis crescentibus crescat Fortuna Regis en Ascendenteque Modulatione ascendat Glori Regis). Titelblad, opdracht, en de 3-stemmige ricercar in deze luxe-editie werden later samen gebonden. Dat de oorspronkelijke druk een rommelige indruk geeft komt doordat Schübler eerst de ricercari en de triosonate graveerde, en toen de canons toevoegde op plaatsen waar er ruimte was op de drukplaten. Het is, naast al de theorieën van musicologen over beoogde volgorde, de vraag of Bach ook een onverbrekelijke eenheid voor ogen had.

### De onderdelen van het Musikalisches Opfer
Twee fuga's voor klavecimbel
Regis Iussu Cantio Et Reliqua Canonica Arte Resoluta
- Ricercar a 3
- Ricercar a 6

Deze twee grote contrapuntwerken voor soloklavecimbel nemen een prominente plaats in binnen het totale werk. Bach gaf ze de toen al verouderde naam ricercar. De 3-stemmige ricercare kreeg het acrostichon Ricercar als tussentitel, Regis Iussu Cantio Et Reliqua Canonica Arte Resoluta (Op gezag van de koning, is de melodie [dat wil zeggen de fuga] uitgewerkt en is de rest geschreven op de canonische wijze). De 3-stemmige ricercare is 'vrij' en als geïmproviseerde fuga gecomponeerd, waarmee het de oorspronkelijke improvisatie in Berlijn moet imiteren.
In de 6-stemmige ricercare, waarvan een autograaf bestaat, wordt een fugatische bewerking van het oorspronkelijke thema door de zes stemmen gegeven, maar er worden ook nieuwe motieven ingevoerd en het oorspronkelijke thema klinkt uiteindelijk alleen nog als een cantus firmus tegen de achtergrond. Het 'oude' karakter van de ricercar versterkt Bach door notering in grote notenwaarden en een 4/2 maat. De ricercar is in de autograaf op twee balken weergegeven, in de gedrukte versie als zesstemmig. Dit zegt niets over de bezetting, omdat het niet ongebruikelijk was (vergelijk de Kunst der Fuge) complexe contrapuntische werken, ook voor klavier, zo weer te geven. Het voortdurende bereik voor twee handen geeft echter de bestemming voor een klavecimbel aan.
De twee ricercari zijn de twee enige werken met die naam bij Bach. De reden waarom Bach deze naam koos is onduidelijk. De naam Ricercar komt van het Italiaanse ricercare (zoeken) – en werd in het bijzonder voor een instrumentaal stuk om de stemming te volgen, te intoneren. Het is daarmee in die rol verwant aan een praeambulum, een fantasia, toccata of een tiento. Een ricercar was in elk geval een vrije improvisatie; in de loop der tijd veranderde de rol en betekenis. In Bachs tijd betrof het uitsluitend een strikte en polyfonisch gezien zeer uitvoerige fuga. In de Ricercare a 6 komt dat facet van zeer uitvoerige fuga aan bod.
Diverse canons (Thematis Regii Elaborationes Canonicae) voor fluit, viool en klavecimbel
Canons waren in de jaren veertig van de 18e eeuw nog gedateerder dan fuga's omdat ze het verlangen van de Verlichting naar de vrijheid voor een natuurlijke expressie nog sterker beteugelden. De diverse stemmen zijn namelijk niet min of meer gelijk - zoals in fuga's -, maar volkomen gelijk en ze volgen elkaar noot voor noot. De stemmen volgen wetmatig de eerst ingezette stem. Marissen wijst hierbij op de sterke theologische symboliek in Ein Musikalisches Opfer die met deze wetmatigheid in verband wordt gebracht. Bach verbindt de canon vaak met het nummer tien (in verwijzing naar de Tien Geboden): er zijn ook tien canons in het werk.
Twee van de canons hebben een echt einde; de andere zijn als canon perpetuus geschreven, wat betekent dat ze steeds vanaf het begin kunnen worden herhaald zo lang als men wil. De verschillende stemmen zijn in de canons op één notenbalk genoteerd. Bach gebruikt verschillende sleutels om het type canon aan te geven en de noot waar de imiterende stemmen moeten inzetten. Bij de meeste canons wordt ook de duur aangegeven van de rusten tussen de verschillende stemmen.
- Canon perpetuus super Thema Regium (Eeuwigdurende canon over het koninklijk thema; traverso, viool, tenor viola da gamba): Op - of eigenlijk tegen - het koninklijk thema spelen de viool, fluit en viola da gamba een eenvoudige canon met een maat tussenruimte, waarbij de gamba twee octaven lager inzet dan de fluit.
- 5 Canones diversi super thema reginum:

1. Canon a 2 (cancrizans=kreeft/krab)(klavecimbel). De eerste stem wordt normaal gespeeld, maar de tweede begint op hetzelfde moment en speelt van achter naar voren. De term 'retrograde (=achteruitgaand) fuga' zou beter zijn dan verwijzen naar een 'krab' die immers zijwaarts beweegt.[9]
2. Canon a 2 Violin: in unisono (2 violen, klavecimbel, cello). Dit is vaak uitgelegd als een canon voor twee violen, die beide op dezelfde noot moeten beginnen. De dubbele punt wordt dan aangezien als een misdruk voor een i, en dus het meervoud van violen. Het is echter waarschijnlijker[9] dat de tekst gelezen moet worden als 'Canon à 2: Violin in Unisono', dat wil zeggen een tweestemmige canon waarbij de viool de tweede stem van de canon stemt, beginnend op dezelfde noot als de eerste stem. Die eerste stem van de canon wordt door de diskant van het klavecimbel gespeeld. De linkerhand van het klavecimbel speelt het thema als een baslijn. De plaats van de canon in de groep doet vermoeden dat de instrumentatie van de volgende canons hetzelfde principe volgt als bij deze: het klavecimbel speelt twee stemmen, terwijl de derde door een ander instrument wordt gespeeld, waarvan de keus wordt bepaald door het bereik. Voor de Fuga Canonica is hiervoor geschreven bewijs door het handschrift van Carl Philipp Emanuel Bach.[9]
3. Canon a 2 per Motum contrarium (traverso, viool, altviool). Het thema wordt door de fluit gespeeld, terwijl het klavecimbel de tenorpartij een nieuwe gecomponeerde stem speelt, dat een halve maat later door de bas van het klavecimbel wordt geïmiteerd, maar in tegengestelde beweging: als de eerste stem neerwaarts gaat, gaat de tweede ophoog.
4. Canon a 2 per Augmentationem, contrario Motu (2 violen, tenor viola da gamba)( Notulis crescentibus crescat Fortuna Regis). Het thema wordt door de viola da gamba gespeeld, terwijl beide handen van het klavecimbel de canon in tegengestelde beweging spelen. De tweede stem wordt echter half zo snel als de eerste gespeeld. De vierde canon verwijst met de gepuncteerde ritmes naar de koninklijke Franse majestueuze hofstijl. De canon geeft echter ook in de uitvoering een vergroting ('augementationem') en een tegengestelde beweging, waarmee het koninklijke geheel wordt geneutraliseerd, 'ont-koninklijkt': met halve snelheid verdwijnt namelijk het gepuncteerde Franse (koninklijke) effect. De toevoeging Notulis crescentibus crescat Fortuna Regis (Zoals de noten toenemen, zo zal het fortuin van de Koning toenemen) bij de titel zou daarmee niet verwijzen naar de vergroting van Frederiks macht, maar, voor Bach als volgeling van Luther en diens theologie van het kruis, naar de macht van Degeen die boven Frederik uitgaat, Christus.[3]
5. Canon a 2 Per tonos (viool, altviool, tenor viola da gamba)( Ascendenteque Modulatione ascendat Glori Regis). De viool speelt het thema, terwijl het klavecimbel de canon er een kwint, en een maat na het thema, er boven speelt. Bijna onopgemerkt laat Bach het stuk een noot hoger eindigen dan het stuk begon; vijf herhalingen zijn er nodig voordat de openingsnoot weer is bereikt en tegen die tijd is het eind van het stuk een octaaf hoger dan het begin. In theorie zou deze canon eeuwig als een spiraal kunnen omhooggaan. Bachs Latijnse motto bij deze canon is Ascendenteque Modulatione ascendat Gloria Regis (Moge des Konings roem toenemen als de opklimmende modulatie)

- Fuga Canonica in Epidiapente (in de bovenste kwint)(traverso, viool, klavecimbel, cello)

De linkerhand van het klavecimbel en de fluit spelen het thema eerst, waarna er verdere variaties in de canon volgen. De stemmen zetten met een interval van tien maten in; in de bas keert het thema kort voor het eind terug.
- Quaerendo invenietis (Zoekt en gij zult vinden):
  - Canon a 2 (klavecimbel). Bach geeft zelf geen aanduiding wanneer de stemmen van de canon inzetten. Tweeënhalve maat na de opening zet de tweede stem in met het thema in tegengestelde beweging.
  - Canon a 4 (traverso, 2 violen, klavecimbel, cello). Het thema zet hier in na zeven maten
- Canon perpetuus A Traversa, Violino e Continuo. Na twee maten imiteert de viool in tegengestelde beweging de fluit, die het koninklijk thema in vrije vorm rijkelijk versierd speelt. De rollen worden dan omgekeerd en de fluit speelt dan het thema in spiegelbeeld, terwijl de viool dan weer imiteert in de originele vorm. De continuo partij is onafhankelijk, maar in motieven verbonden met de bovenliggende stemmen. In het slot neemt de continuo partij het thema over.
- Sonata sopr'il Sogetto Reale a Traversa, Violino e Continuo (traverso, viool, klavecimbel, cello)
  - Largo
  - Allegro
  - Andante
  - Allegro

De triosonate volgt het traditionele model van vier delen: langzaam-snel-langzaam-snel. Ook de sonate is gecomponeerd op basis van het koninklijk thema: al direct in het begin volgt de baslijn het thema, met ingevulde tertsen. In het allegro komt het thema terug in de fluit en vioolpartijen, maar nog meer in, wederom, de baslijn. In het andante is er een vrije verwijzing naar het eerste gedeelte van het thema in de viool- en fluitpartijen. In het laatste deel is het thema het belangrijkste motief, verwerkt in een gigue.
De sonate past meer bij de smaak van de koning, met de toen modernere stijl van Quantz en Bachs zoon Philipp Emanuel, wat goed te horen is in de tweede helft van het derde deel met de zuchtende motieven. Maar de complexe volle componeerstijl en uitgebreide baslijnen maken het werk onmiskenbaar een werk van Bach.

## Karakterisering
Het Musikalisches Opfer is geen cyclisch werk in de zin zoals de Kunst der Fuge of Das Wohltemperierte Klavier dat zijn, maar meer een verzameling solo- en ensemblewerken waarbij het koninklijke thema de verbindende factor is. Het is Bachs opzet geweest om dit thema zo uitgebreid mogelijk uit te werken, variërend van een vrije manier tot een strakke contrapuntische techniek, en van contrapunt in een oude stijl zoals in de 6-stemmige ricercar tot de gemanieerde stijl in de triosonate.
De 'oude Bach' bewees met het Musikalisches Opfer dat hij nog steeds de briljante virtuoze musicus was en de meester op het gebied van alle compositietechnieken. Het Musikalisches Opfer verbergt volgens Wolff een muzikaal zelfportret: van een componist in zijn hoedanigheid als klaviervirtuoos en meester van de fuga, van een kapelmeester en kamermusicus, contrapuntkenner en geleerde op muziekgebied.

## Ontvangst
Er zijn geen documenten die ons vertellen hoe het werk aan het Pruisische hof is ontvangen; ook niet wat Bach er financieel aan over heeft gehouden. Het was gebruikelijk dat de maker na het aanbieden van een werk financieel werd beloond; mogelijk werd hij tijdens zijn bezoek in Berlijn al voor zijn diensten beloond. Bach liet tweehonderd exemplaren drukken, die hij voornamelijk gratis aan vrienden gaf; de rest heeft hij met een kleine winst kunnen verkopen.
Het Musikalisches Opfer hoort niet tot het doorsnee repertoire in het concertleven. Het werk wordt slechts zelden uitgevoerd, mede omdat het om topsolisten vraagt bij de uitvoering. Daarnaast vraagt het werk om muzikale aandacht en is het werk weliswaar prachtig, maar geen 'easy listening' barok-achtergrondmuziek.

## Geselecteerde discografie
- Ein musikalisches Opfer, Barthold Kuijken (traverso), Sigiswald Kuijken (barokviool), Wieland Kuijken (viola da gamba) en Robert Kohnen (klavecimbel) (Deutsche harmonia mundi, 05472 77307 2)
- Musikalisches Opfer, Le Concert des Nations onder leiding van Jordi Savall (Alia Vox, AV9817)
- Ein musikalisches Opfer, Concentus musicus Wien onder leiding van Nikolaus Harnoncourt (Teldec 0630135632)
- Ein musikalisches Opfer, Barthold Kuijken (traverso), Sigiswald Kuijken en Marie Leonhardt (barokviool), Wieland Kuijken (viola da gamba), Robert Kohnen (klavecimbel), Gustav Leonhardt (soloklavecimbel en leiding) (Sony BMG, 5194812)
- Ein musikalisches Opfer, Wilbert Hazelzet (traverso), Catherine Manson en David Rabinovich (viool), Jane Rogers (altviool), Jonathan Manson (cello), Christine Sticher (violone), Tini Mathot (2e klavecimbel in Ricercar a 6) en Ton Koopman (klavecimbel en leiding) (Challenge CC72309)

### Aanvullende discografie
- Bach in Berlin. Flute Music composed for Frederick the Great, Musica ad Rhenum onder leiding van Jed Wentz (traverso) (Vanguard Classics, 99130)
- From the Court of Frederick the Great, werken van Benda, Graun, Kirnberger, Frederik de Grote, Quantz en Müthel, Barthold Kuijken (traverso), Wieland Kuijken (cello) en Bob van Asperen (klavecimbel) (Sony Classical Vivarte, SK 66 267)